# 三瀬俊蔵
三瀬 俊蔵（みせ しゅんぞう、1868年（慶応4年） - 1936年（昭和11年））は、日本の政治家・愛媛県会議員、愛媛県喜多郡大谷村長、篤農家。

## 人物
伊予国喜多郡大谷村（現・愛媛県大洲市）出身。里正・三瀬通綱の三男。1902年から1918年、大谷村長を務めて村政を担当した。篤農家として知られた。畜牛の改良発展に尽力した。
『喜多郡の華 附・上浮穴郡小田郷』には「本郡今日に於ける産牛の進歩は一に氏の尽力に帰すものと謂うべし、本県に於ける畜産王として世人の推称浅からず」とある。1911年から1915年、県会議員に在職して政友会に所属した。1922年、再び大谷村長に選任された。